# Arménsko-ázerbájdžánské střety (červenec 2020)
Arménsko-ázerbájdžánské střety probíhaly 12. až 16. července 2020 mezi arménskými a ázerbájdžánskými ozbrojenými silami. Šarvátky pokračovaly až do 16. července 2020. Podle odhadů na obou stranách zemřely desítky vojáků, včetně vysoce postavených příslušníků armád. Během konfliktu byl zraněn jeden občan Arménie a jeden občan Ázerbájdžánu byl zabit.
K poslednímu střetu mezi Arménií a Ázerbájdžánem došlo mezi 20. a 27. květnem 2018, při kterém zahynuli 2 vojáci obou zemí. V obou zemích bylo velké napětí i tlak na zahájení války.